# Vedum Kök & Bad AB

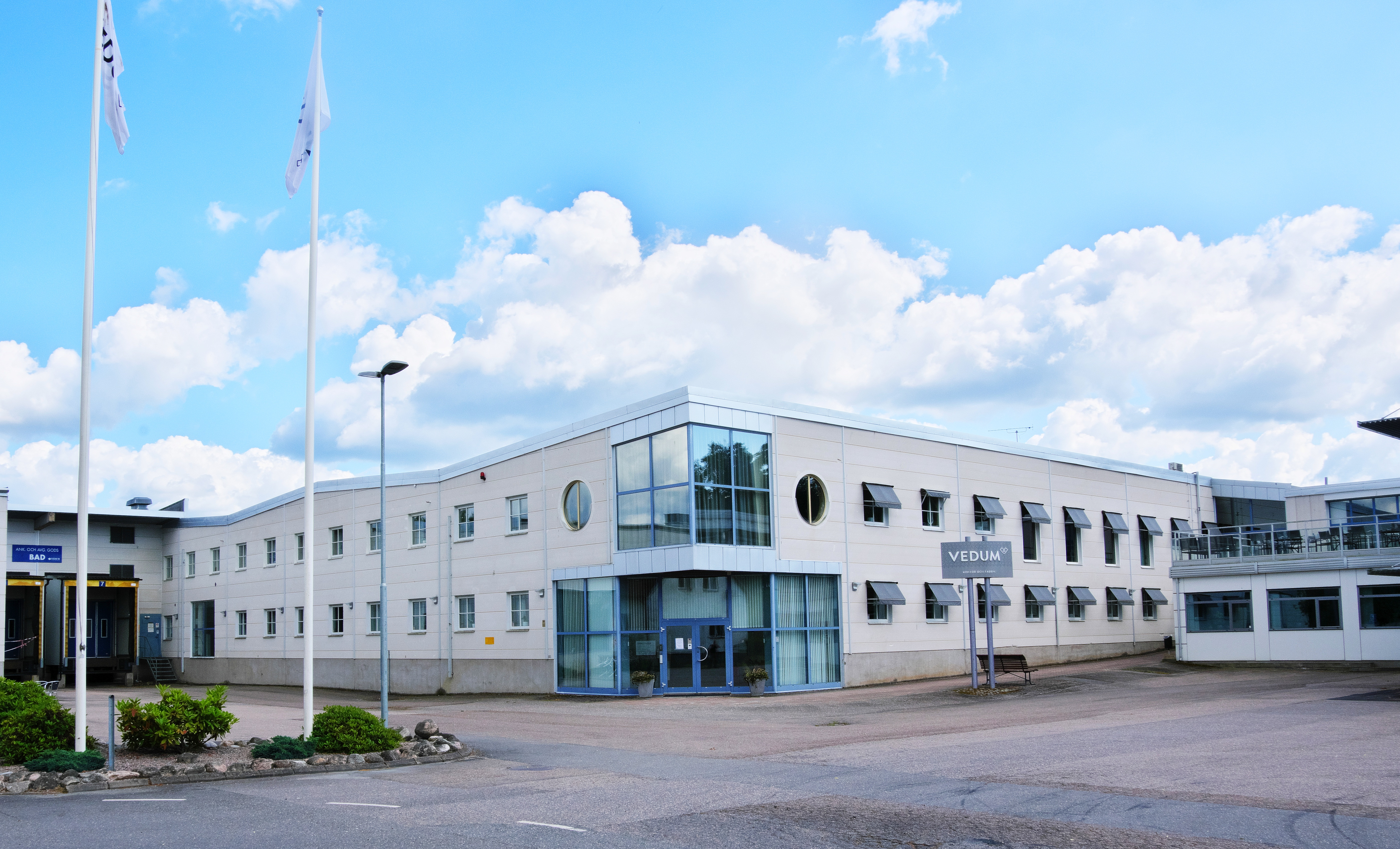
Vedum kök och bad sommaren 2024.

Vedum Kök & Bad grundades 1919 av Viktor Lindberg. I dag ägs företaget av bröderna Magnus och Niklas Efraimsson. Företaget finns sedan starten i Vedum, en liten ort cirka nio mil nordost om Göteborg.
Företaget har en produktionsyta på 32 000 kvadratmeter och tillverkar cirka 18 000 kök och 21 000 badrumsinredningar per år. Vedum har ungefär 460 anställda och omsatte under 2022 cirka 889 miljoner kronor.

## Historia
Företaget grundades år 1919 av snickaren Viktor Lindberg. År 1935 specialiserades verksamheten successivt mot kök och garderober och 1958 byggdes en ny fabrik och produktionen moderniserades. År 1987 startade badrumstillverkningen i Vedum och utställningen Kvarnen invigdes 1989. En ny generation tog över familjeföretaget 2005.